# 汗腾格里峰
汗腾格里峰（英語：Khan Tengri）位于东经80.2°，北纬42.2°，中华人民共和国，哈薩克斯坦和吉尔吉斯斯坦国界线上。它是天山山脉的第二高峰，也是哈萨克斯坦的最高峰，在天山山脉中科克沙勒岭与哈尔克山的结合部位，海拔6,995公尺（包括冰川帽为7,010公尺）。位于托木尔峰北面，西邻吉尔吉斯斯坦境内伊塞克湖盆地，北邻伊犁河谷地，南邻塔里木盆地北缘的阿克苏绿州。汗腾格里峰一带地势高峻，山岭海拔多在4,000公尺以上，6,000公尺以上的高峰多达40座，山地大面积突出于雪线之上。汗騰格里峰南北面为南Engilchek Glacier和北Engilchek Glacier，南Engilchek Glacier最上游16公里在中华人民共和国，北Engilchek Glacier最上游14公里在哈薩克斯坦。

## 攀登历史
- 1931年-前苏联登山队首次从北坡成功登顶